# Krími legendák
A krími legendák kiterjedt folklórszövegek, amelyek a kutatók érdeklődésére tartanak számot. Irántuk az érdeklődés a 19. század végén kezdődött. A legendák a turizmus vonzása céljából jelentek meg.
A történetek gyűjtését és a krími folklór publikációit többnyire nem hivatásos folkloristák végezték. Ezért gyakran előfordult, hogy nem ismerték az összegyűjtött anyagok osztályozásának alapelveit, és nem különböztették meg a legendák nemzeti eredetét sem. Legendák kifejezetten a krími tatárokról 1937-ben jelentek meg, mások a görög, örmény és a krími karaitáknak tulajdoníthatók.
A legtöbb legendát eredeti nyelvükön gyűjtötték össze, és publikálás céljából lefordították oroszra. A legendás szövegek természetét a fordítók/gyűjtők szakmája és kulturális környezetük befolyásolta.
A legendagyűjtés legtudományosabb megközelítése az 1920-as és 1930-as években mutatkozott meg, amikor a tudományos expedíciókat az éppen hatalomra került kommunista párt támogatta, és elkezdte támogatni a nemzeti kisebbségek kulturális fejlődését. A sztálini elnyomás és a krími tatárok deportálása után azonban a folklór az akkori ideológiai igények szerint szerkesztés tárgyává vált. A szovjet kori folklórkezelést sajátos jelenséggé tette, amely külön kutatásra érdemes.
Amikor a Szovjetunió összeomlott, a krími legendákat továbbra is kereskedelmi forgalomba hozták.

## Fordítás
- Ez a szócikk részben vagy egészben  a   Crimean legends című angol Wikipédia-szócikk ezen változatának fordításán alapul.  Az eredeti cikk szerkesztőit annak laptörténete sorolja fel. Ez a jelzés csupán a megfogalmazás eredetét és a szerzői jogokat jelzi, nem szolgál a cikkben szereplő információk forrásmegjelöléseként.